# 012
En España el número de teléfono 012 se usa para la Atención Ciudadana o Atención al Ciudadano de cada Comunidad Autónoma. Con este número de teléfono la autoridad pública da acceso directo a informaciones sobre los servicios de la administración pública, como por ejemplo a servicios del Centro de Salud, Empleo, Información Tributaria, Vivienda y Servicios Sociales.
El precio para una llamada es igual a la de una llamada a un teléfono fijo.